# Кубок володарів кубків 1978—1979
Кубок володарів кубків 1978—1979 — 19-ий розіграш Кубка володарів кубків УЄФА, європейського клубного турніру для переможців національних кубків. 

## Учасники
| №п/п | Клуб                        | Турнір                                      |
| ---- | --------------------------- | ------------------------------------------- |
| 1    | «Андерлехт»                 | Володар Кубка володарів кубків 1977—1978    |
| 2    | «Фортуна»                   | Фіналіст Кубка ФРН 1977—1978                |
| 3    | АЗ                          | Володар Кубка Нідерландів 1977—1978         |
| 4    | «Беверен»                   | Володар Кубка Бельгії 1977—1978             |
| 5    | «Іпсвіч Таун»               | Володар Кубка Англії 1977—1978              |
| 6    | «Барселона»                 | Володар Кубка Іспанії 1977—1978             |
| 7    | «Шахтар»                    | Фіналіст Кубка СРСР 1978                    |
| 8    | «Рієка»                     | Володар Кубка Югославії 1977—1978           |
| 9    | «Магдебург»                 | Володар Кубка НДР 1977—1978                 |
| 10   | «Інтернаціонале»            | Володар Кубка Італії 1977—1978              |
| 11   | «Нансі»                     | Володар Кубка Франції 1977—1978             |
| 12   | «Ференцварош»               | Володар Кубка Угорщини 1977—1978            |
| 13   | «Банік»                     | Володар Кубка Чехословаччини 1977—1978      |
| 14   | «Заглембє» (Сосновець)      | Володар Кубка Польщі 1977—1978              |
| 15   | «Спортінг»                  | Володар Кубка Португалії 1977—1978          |
| 16   | «Ваккер»                    | Володар Кубка Австрії 1977—1978             |
| 17   | «Серветт»                   | Володар Кубка Швейцарії 1977—1978           |
| 18   | «Абердин»                   | Фіналіст Кубка Шотландії 1977—1978          |
| 19   | «Кальмар»                   | Фіналіст Кубка Швеції 1977—1978             |
| 20   | «Рексем»                    | Володар Кубка Уельсу 1977—1978              |
| 21   | ПАОК                        | Фіналіст Кубка Греції 1977—1978             |
| 22   | «Марек»                     | Володар Кубка Болгарії 1977—1978            |
| 23   | «КС Університатя» (Крайова) | Володар Кубка Румунії 1977—1978             |
| 24   | «Фрем»                      | Володар Кубка Данії 1977—1978               |
| 25   | «Шемрок Роверс»             | Володар Кубка Ірландії 1977—1978            |
| 26   | «Буде-Глімт»                | Фіналіст Кубка Норвегії 1977                |
| 27   | «Балліміна Юнайтед»         | Фіналіст Кубка Північної Ірландії 1977—1978 |
| 28   | АПОЕЛ                       | Володар Кубка Кіпру 1977—1978               |
| 29   | «Флоріана»                  | Фіналіст Кубка Мальти 1977—1978             |
| 30   | «Валюр»                     | Володар Кубка Ісландії 1977                 |
| 31   | «Уніон»                     | Фіналіст Кубка Люксембургу 1977—1978        |

## Перший раунд
Команда  Андерлехт пройшла до наступного раунду після жеребкування.
| Команда 1                 | Заг. | Команда 2             | 1-й матч | 2-й матч |
| ------------------------- | ---- | --------------------- | -------- | -------- |
| 27 серпня/12 вересня 1978 |      |                       |          |          |
| Буде-Глімт                | 4:2  | Уніон (Люксембург)    | 4:1      | 0:1      |
| Фрем                      | 2:4  | Нансі                 | 2:0      | 0:4      |
| 13/27 вересня 1978        |      |                       |          |          |
| Флоріана                  | 1:8  | Інтернаціонале        | 1:3      | 0:5      |
| Валюр                     | 1:5  | Магдебург             | 1:1      | 0:4      |
| Спортінг (Лісабон)        | 0:2  | Банік (Острава)       | 0:1      | 0:1      |
| Беверен                   | 6:0  | Балліміна Юнайтед     | 3:0      | 3:0      |
| Ференцварош               | 4:2  | Кальмар               | 2:0      | 2:2      |
| Марек                     | 3:5  | Абердин               | 3:2      | 0:3      |
| Барселона                 | 4:1  | Шахтар (Донецьк)      | 3:0      | 1:1      |
| ПАОК                      | 2:4  | Серветт               | 2:0      | 0:4      |
| Університатя (Крайова)    | 4:5  | Фортуна (Дюссельдорф) | 3:4      | 1:1      |
| Заглембє (Сосновець)      | 3:4  | Ваккер (Інсбрук)      | 2:3      | 1:1      |
| АЗ                        | 0:2  | Іпсвіч Таун           | 0:0      | 0:2      |
| Шемрок Роверс             | 3:0  | АПОЕЛ                 | 2:0      | 1:0      |
| Рієка                     | 3:2  | Рексем                | 3:0      | 0:2      |

## Другий раунд
| Команда 1                  | Заг.         | Команда 2        | 1-й матч | 2-й матч |
| -------------------------- | ------------ | ---------------- | -------- | -------- |
| 18/25 жовтня 1978          |              |                  |          |          |
| Інтернаціонале             | 7:1          | Буде-Глімт       | 5:0      | 2:1      |
| 18 жовтня/1 листопада 1978 |              |                  |          |          |
| Серветт                    | 4:3          | Нансі            | 2:1      | 2:2      |
| Банік (Острава)            | 6:1          | Шемрок Роверс    | 3:0      | 3:1      |
| Іпсвіч Таун                | 2:1          | Ваккер (Інсбрук) | 1:0      | 1:1 дч   |
| Андерлехт                  | 3:3 пен. 1:4 | Барселона        | 3:0      | 0:3 дч   |
| Фортуна (Дюссельдорф)      | 3:2          | Абердин          | 3:0      | 0:2      |
| Рієка                      | 0:2          | Беверен          | 0:0      | 0:2      |
| Магдебург                  | 2:2 (ч)      | Ференцварош      | 1:0      | 1:2      |

## 1/4 фіналу
| Команда 1             | Заг.    | Команда 2       | 1-й матч | 2-й матч |
| --------------------- | ------- | --------------- | -------- | -------- |
| 7/21 березня 1979     |         |                 |          |          |
| Іпсвіч Таун           | 2:2 (ч) | Барселона       | 2:1      | 0:1      |
| Інтернаціонале        | 0:1     | Беверен         | 0:0      | 0:1      |
| Фортуна (Дюссельдорф) | 1:1 (ч) | Серветт         | 0:0      | 1:1      |
| Магдебург             | 4:5     | Банік (Острава) | 2:1      | 2:4      |

## 1/2 фіналу
| Команда 1             | Заг. | Команда 2       | 1-й матч | 2-й матч |
| --------------------- | ---- | --------------- | -------- | -------- |
| 11/25 квітня 1979     |      |                 |          |          |
| Барселона             | 2:0  | Беверен         | 1:0      | 1:0      |
| Фортуна (Дюссельдорф) | 4:3  | Банік (Острава) | 3:1      | 1:2      |

## Фінал
| 16 травня 1979 |

| Барселона                                    | 4:3 дч   | Фортуна (Дюссельдорф)    |
| -------------------------------------------- | -------- | ------------------------ |
| Санчес 5' Асенсі 34' Решак 104' Кранкль 111' | Протокол | Аллофс 8' Зеел 41', 114' |

| Санкт-Якоб, Базель Глядачів: 58 000 Арбітр: Карой Палотаї |

| Володар Кубка володарів кубків 1978—1979 |
| ---------------------------------------- |
| Іспанія                                  |
| Барселона 1-й титул                      |